# Microfinanciering

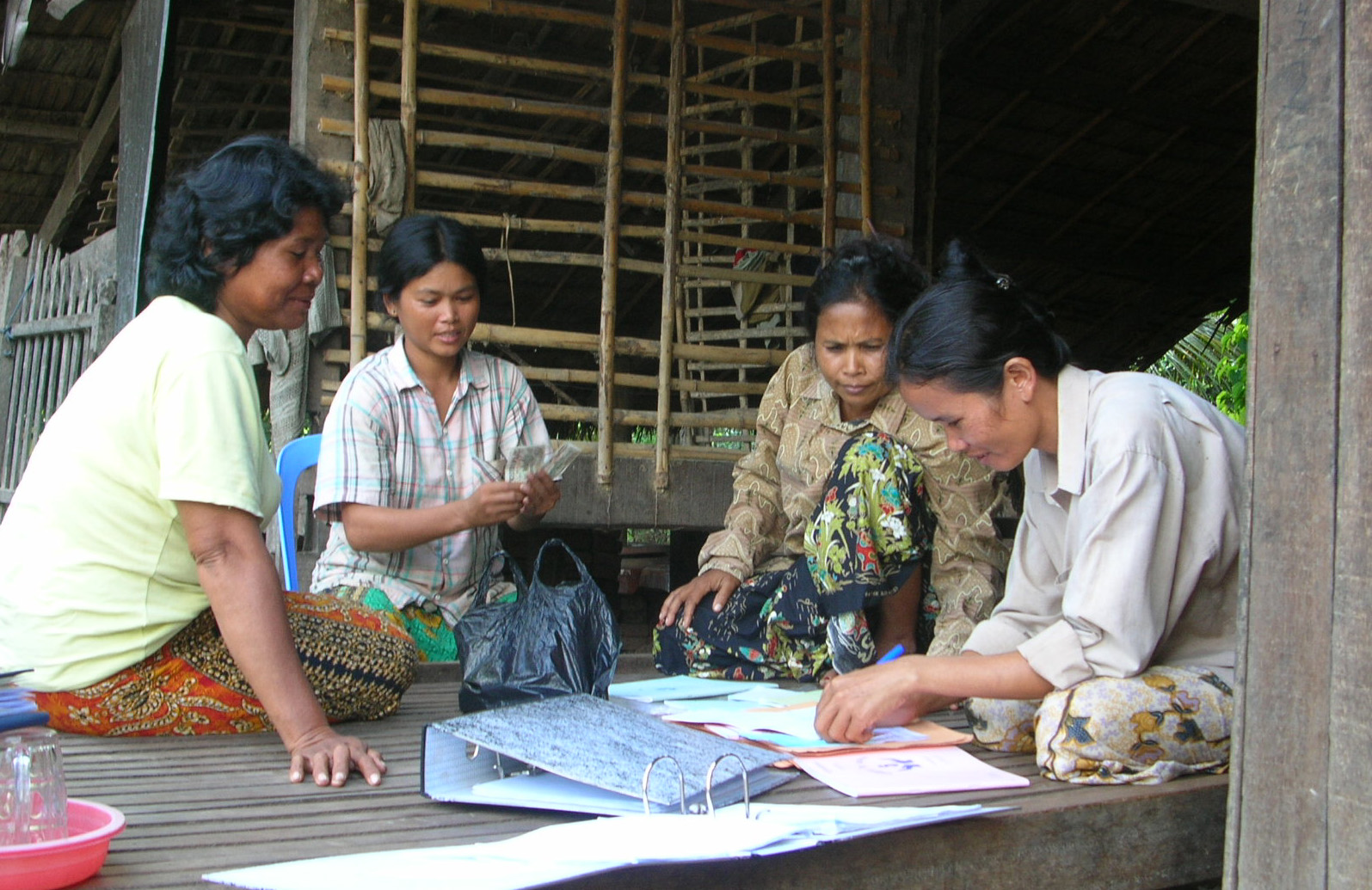
Op groepssparen gebaseerde bank in Cambodja.

Microfinanciering is de verzamelnaam voor financiële diensten met zeer kleine bedragen. De belangrijkste vormen zijn microsparen, micro-geld overmaken (soms digitaal) en microkrediet (vaak mobiel lenen). Deze leningen bedragen vaak minder dan 200 euro en zijn bedoeld om (klimatologische of geopolitieke) tegenvallers op te vangen in ontwikkelingslanden (Zuidoost-Azië, India, Afrika en Latijns-Amerika). , om armoede te bestrijden en ondernemerschap te stimuleren. Microfinancieringsorganisaties (MFI's) kunnen ook verzekeringen en andere financiële basisdiensten bieden. Microfinanciering is een onderdeel van het begrip inclusive finance (het Netherlands Platform for Microfinance (NpM) heet tegenwoordig NpM, Platform for Inclusive Finance.
Een groot gedeelte van de MFIs richt zich op het verstrekken van kleine leningen aan de allerarmste bevolking, vooral aan vrouwen omdat die mondiaal aanzienlijk bijdragen aan de economische groei en het duurzame levensonderhoud van hun gezinnen en gemeenschappen. Met microfinanciering krijgen vrouwen uit de armste bevolkingsgroepen meer zelfstandigheid, gelijkwaardigheid en kracht en worden zelfverzekerder, wat weer invloed heeft op de economische en maatschappelijke ontwikkeling van hun omgeving. Daarom richten veel microfinanciërings-instellingen (MFI's) zich op vrouwelijke cliënten.

## Fondsen
Veel microfinancieringsfondsen hebben een christelijke achtergrond en werden opgericht in de nasleep van de Wereldraad van Kerken in 1968 in Zweden. Zo werd Opportunity International opgericht in 1971 in de Verenigde Staten en sinds de jaren 90 ondersteund door Triodos Bank. In Nederland werd de Ecumenical Development Cooperative Society (EDCS) opgericht in 1975 en in 1984 de Vlaamse Oecumenische Ontwikkelingscoöperatie (VOOC). In 1999 herdoopte de EDCS zich tot Oikocredit net zoals de VOOC in 2004. Samen vormen ze een van de oudste internationaal actieve microfinancieringsinstelling die leningen verstrekt aan MFI's die dat weer doorlenen als microkrediet (dus geen kredieten aan ondernemers in België of Nederland, maar gebruikt geld van beleggers in microkredieten voor de allerarmsten in achtergestelde posities in landen waarin de behoefte aan sociale investeringen het grootst is. De sociale impact (inclusieve financiering) is daarbij het belangrijkste doel.
In 1992 startte de Belgische Raffeissenstichting (BRS, verbonden met Cera cvba) en actief als coöperatief microfinancieringsfonds. In 1994 richtten enkele Belgische ngo's met Alterfin cvba ook een fonds op. Incofin cvso is het vierde ontwikkelingsfonds dat binnen vdk bank ontstond.
Andere Nederlandse initiatieven zijn Afriwallet.co, Lendahand, het Oxfam Novib Fonds en Wakibi. Microfinanciering is er de afgelopen jaren snel gegroeid mede dankzij inspanningen van de Raad voor Microfinanciering en het ministerie van Economische Zaken. Hierbij wordt het omschreven als ‘de combinatie van op de (startende) ondernemer gerichte coaching en kleine kredieten (tot maximaal € 50.000). Het doel van microfinanciering is hier het stimuleren van de kredietverlening aan het kleinbedrijf en beschikbaar voor wie niet over voldoende middelen beschikken of te weinig zekerheden kunnen bieden voor een krediet bij een reguliere bank. In dit kader werd Qredits opgericht in 2009. Nederlandse gemeenten verstrekken microkredieten op grond van het Besluit bijstandverlening zelfstandigen (Bbz 2004).
In 2005 werd Kiva opgericht in de Verenigde Staten

## Misbruiken
Uit een studie in opdracht van de Duitse overheid bleek in 2022 dat er in Cambodja sprake was van een wijdverbreide overmatige schuldenlast in de microfinancieringssector, die leidde tot een "alarmerend hoog" en "onaanvaardbaar" aantal huishoudens die in de afgelopen vijf jaar land hadden moeten verkopen om leningen terug te betalen. Cambodjaanse NGO's riepen de Duitse regering op om in te grijpen. Op 12 december 2022 dienden drie Cambodjaanse NGO's een klacht in bij het Nationaal Contactpunt Verantwoordelijk Ondernemen tegen Oikocredit, wegens "onzorgvuldige investeringen" in de Cambodjaanse microfinancieringssector, ondanks bewezen schade. De sector zelf erkende de problematiek, maar was van oordeel dat het om een beperkt aantal gevallen ging.